# Cinema del Japó

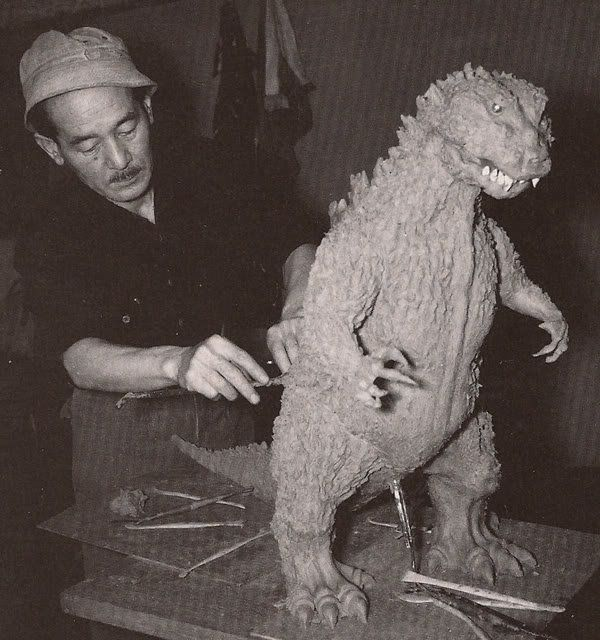
Esculpint el disseny final de Godzilla (1954). Aquest personatge és la figura més mítica del cinema japonès.

El cinema del Japó (日本映画; Nihon-Eiga) té una història que abasta més d'un segle. La importació des de França d'un cinematògraf dels germans Lumière el 1897 va marcar les inicis del cinema al Japó. Japó té una de les indústries cinematogràfiques més antigues i més grans del món; el 2010, va ser el quart productor de llargmetratges a nivell mundial. Japó ha guanyat quatre vegades el Premi Oscar a la millor pel·lícula de parla no anglesa, més que qualsevol altre país asiàtic.
En una llista sobre les millors pel·lícules produïdes a Àsia elaborada per la revista Sight & Sound, les obres japoneses ocupaven vuit dels dotze primers llocs, amb Tokyo monogatari (1953) ocupant el primer lloc. Tokyo monogatari també va encapçalar l'enquesta dels directors de Sight & Sound del 2012 sobre els Top 50 Greatest Films of All Time, destronant Ciutadà Kane, mentre que Els set samurais (1954) d'Akira Kurosawa va ser votada com la millor pel·lícula en llengua estrangera de tots els temps, segons l'enquesta del 2018 de la BBC en la qual participaren 209 crítics de 43 països.

## Des dels inicis fins als anys 40

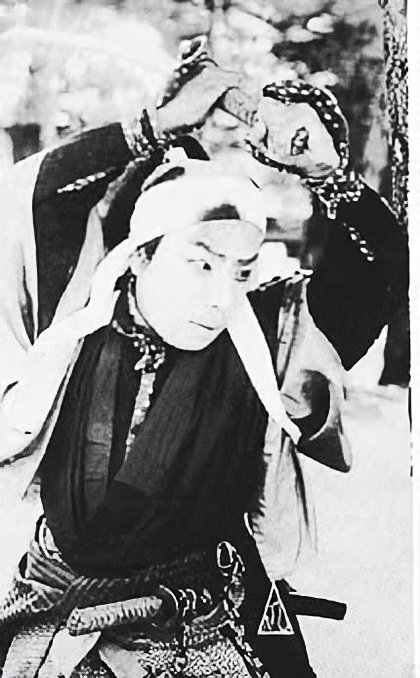
Matsunosuke Onoe el 1910.

La primera càmera de cinema importada al Japó va ser fabricada per Gaumont. Amb ella es van filmar diverses vegades les geishas de Tòquio, i el resultat es considera com la primera pel·lícula d'entreteniment rodada al país. No obstant això, la peça de kabuki Momijigari, amb un contingut purament teatral, és la que es considera com la primera producció cinematogràfica japonesa; fou rodada el 1899 per Tsunekichi Shibata, un enginyer de fotografia.
La primera estrella del cinema japonès va ser Matsunosuke Onoe, un actor de kabuki que va aparèixer en més de 1.000 pel·lícules, sobretot curtmetratges, entre 1909 i 1926. Ell i el director Shozo Makino van ser molt populars en les pel·lícules del gènere jidaigeki. Pel que fa a les actrius japoneses, la primera en aparèixer professionalment en una pel·lícula va ser Tokuko Takagi, i ho feu en quatre curtmetratges de la productora nord-americana Thanhouser entre 1911 i 1914.
Durant el període del cinema mut, la major part de les sales de cinema contractaven benshis, narradors de lectures dramàtiques que acompanyaven el film; també hi havia una banda sonora que, com a Occident, habitualment era interpretada en directe per músics. Dins d'aquest gènere algunes de les més pel·lícules més destacades són les de Kenji Mizoguchi.
Catàstrofes com el gran terratrèmol de Kantō de 1923, els bombardejos sobre Tòquio durant la Segona Guerra Mundial, units als efectes naturals del temps i la humitat sobre el fràgil cel·luloide de l'època, han contribuït a que ens hagin arribat molt poques pel·lícules d'aquest període. Un estudi del gènere gendai-geki–que tracta sobre drames moderns o contemporanis– i de l'escriptura de guions de cinema en les dècades de 1910-1920, pot trobar-se a Writing in Light: The Silent Scenario and the Japanese Pure Film Movement (Joanne Bernardi, Wayne State University Press, 2001). L'obra inclou algunes traduccions de guions complets.
A diferència de la producció de cinema de Hollywood, durant la dècada de 1930 encara es produïen pel·lícules mudes al Japó. Destaquen en aquest període els cinema sonor de Kenji Mizoguchi Les germanes de Gion (Gion no shimai) de 1936, Elegia de Naniwa (Naniwa erejî) del mateix any i La història de l'últim crisantem (Zangiku monogatari) de 1939. Aquestes, juntament amb les pel·lícules de Sadao Yamanaka (Ninjo Kamifusen, 1937) i de Mikio Naruse (Tsuma Jo Bara No Yoni, 1935), van ser les primeres pel·lícules japoneses a estrenar-se en els EUA. No obstant això, la pressió de la censura es va fer sentir entre els directors amb tendències polítiques d'esquerra com Daisuke Ito.
Akira Kurosawa dirigí el seu primer llargmetratge, La llegenda del gran Judo (Sanshiro Sugata), el 1943. En finalitzar la Segona Guerra Mundial, i durant el control del Comandant Suprem de les Forces Aliades, Douglas MacArthur, Japó va ser sotmès a més d'una dècada de cinema d'animació nord-americana que havia estat prohibit pel govern japonès durant la guerra. D'aquesta època, destaca també el reeixit film Banshun (Primavera tardana) dirigida per Yasujirō Ozu el 1949.

## Anys 1950, l'Edat d'or

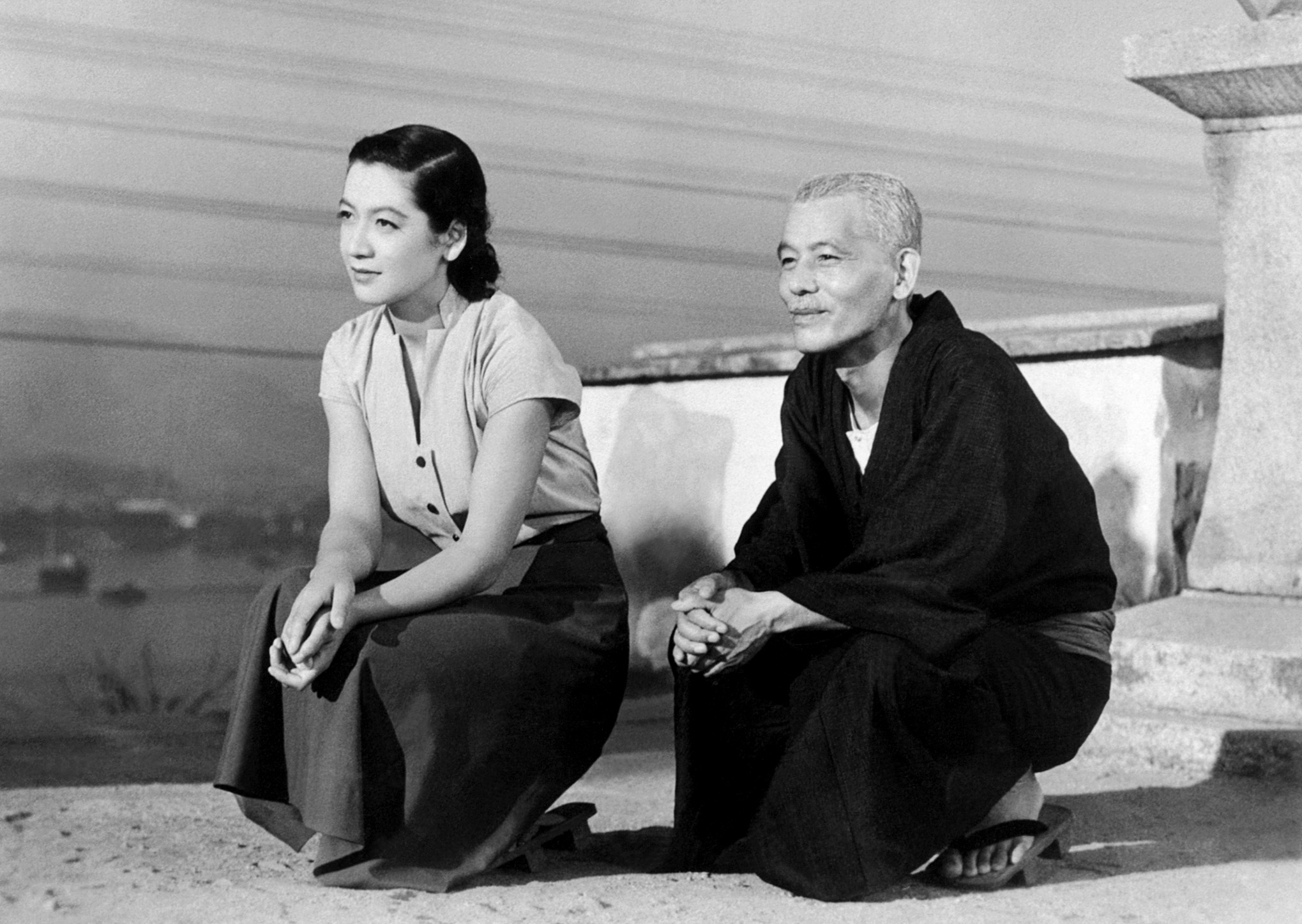
Contes de Tòquio (Yasujirō Ozu).

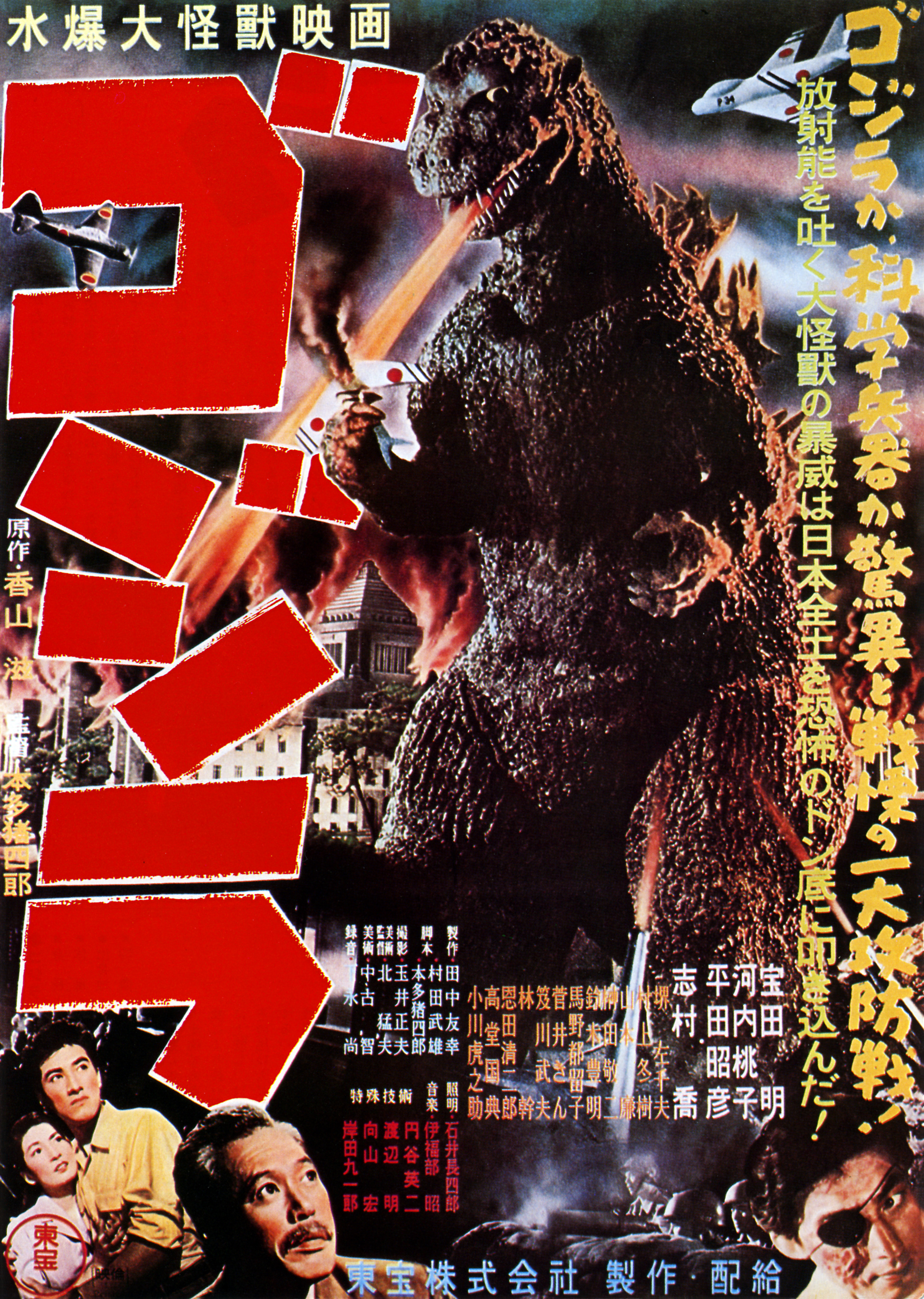
Godzilla (Ishirō Honda).

Durant els anys 50 es va viure l' “Edat d'or” del cinema japonès. La dècada comença amb Rashomon (羅生門, 1950) d'Akira Kurosawa, que va guanyar l'Oscar a la millor pel·lícula de parla no anglesa (millor pel·lícula estrangera) marcant l'arribada del cinema japonès a la resta del món. Va ser a més el rol que va catapultar la carrera del llegendari Toshirō Mifune. El 1952 Kurosawa estrena Ikiru (生きる, Viure), i el 1953 Yasujirō Ozu completa la seva obra mestra, Tokyo monogatari (東京物語, Contes de Tòquio).
L'any 1954 es van produir dos dels llargmetratges més influents del cinema japonès. El primer, Shichinin no Samurai (七人の侍, Els set samurais) d'Akira Kurosawa, tracta sobre un grup de samurais que són contractats per protegir un llogaret d'una colla de lladres. Els set samurais ha tingut diverses adaptacions, entre les quals destaca la pel·lícula Els set magnífics (The Magnificent Seven), un western de John Sturges de 1960. Aquest mateix any, Ishirō Honda va estrenar el film de terror antinuclear Gojira (ゴジラ, 1954), conegut a Occident com a Godzilla. Encara que va ser editada de manera severa per a la seva estrena a Occident, Godzilla es va convertir en una icona internacional cultural del Japó i va iniciar la indústria de les pel·lícules del gènere Kaiju.
El 1955, Hiroshi Inagaki va guanyar un Oscar a la millor pel·lícula de parla no anglesa per la primera part de la seva trilogia sobre la vida de Miyamoto Musashi (宮本武蔵, 1954). Kon Ichikawa va dirigir dos drames antibèl·lics: L'arpa birmana (ビルマの竪琴, Biruma no tategoto, 1956), i Nobi (野火, Foc a la plana, 1959), juntament amb Enjō (炎上, Guerra, 1958), una adaptació de la novel·la El temple del pavelló daurat de Yukio Mishima. Masaki Kobayashi va realitzar tres llargmetratges, que col·lectivament són coneguts com la trilogia de La condició humana (人間の條件 Ningen no jōken), entre 1958 i 1961: "No hi ha amor més gran" (1959), "El camí a l'eternitat" (1959), que completà el 1961 amb La pregària del soldat.
Kenji Mizoguchi va dirigir Saikaku ichidai onna (西鶴一代女, La vida d'Oharu, 1952), Els contes de la lluna pàl·lida (雨月物語, Ugetsu Monogatari, 1953), que va guanyar el Lleó de Plata en el Festival de Cinema de Venècia, i Sansho Dayu (山椒大夫, L'intendent Sansho, 1954).
Mikio Naruse va dirigir Meshi (めし, L'arròs, 1950), Bangiku (晩菊, Els darrers crisantems, 1954), Yama no oto (La veu de la muntanya, 1954) i Ukigumo (浮雲, Núvols flotants, 1955).
Yasujirō Ozu va dirigir Ohayō, (お早よう, Bon dia, 1959) i Ukikusa (浮草, Herbes flotants, 1958), que era una adaptació del seu anterior film mut Ukigusa monogatari (浮草物語, 1934), amb la col·laboració de Kazuo Miyakawa, director de fotografia de Rashomon i L'intendent Sansho

## Entre 1960 i 1990
La nova onada japonesa (nūberu bāgu) va ser un moviment sorgit a finals dels anys 1950 i caracteritzat per la presa de consciència de la postguerra al Japó on van viure de joves els principals representants del moviment. Alguns directors es van consagrar com els principals cineastes d'aquest moviment: Shohei Imamura amb Nippon konchuki (にっぽん昆虫記, La dona insecte, 1963), i Nagisa Oshima amb Seishun Zankoku Monogatari (青春残酷物語, Històries cruels de joventut, 1960). Per la seva banda, la pel·lícula de Hiroshi Teshigahara Suna no onna (砂の女, La dona de la sorra), basada en la novel·la de Kōbō Abe, va guanyar el 1964 el Premi del Jurat en el Festival Internacional de Cinema de Canes, i va ser nominada a l'Oscar al millor director i a l'Oscar a la millor pel·lícula de parla no anglesa. La pel·lícula de Masaki Kobayashi Kwaidan (怪談, Històries de fantasmes) també va obtenir l'any següent el Premi del Jurat de Cannes.
En el mateix grup, Ōshima va dirigir L'imperi dels sentits (愛のコリーダ, Ai no Korîda, 1976), pel·lícula controvertida sobre la història real d'Abe Sada. Ōshima s'oposà radicalment a la censura i va insistir que la pel·lícula contingués material pornogràfic explícit i, com a conseqüència d'aquesta decisió, la pel·lícula no va poder exhibir-se al Japó on, recentment, només s'ha pogut veure censurada, i va haver d'estrenar-se a França.
En els anys 60, a més dels directors de la nova onada japonesa, altres de reconeguts van continuar la seva obra. Akira Kurosawa va dirigir el 1961 el clàssic Yōjinbō (用心棒, Mercenari), que va tenir una forta repercussió en el gènere cinematogràfic del western. També, Kon Ichikawa va filmar l'essència dels Jocs Olímpics d'Estiu de 1964 de Tòquio en un documental de tres hores, Tōkyō Orimpikku (東京オリンピック, Les olimpíades de Tòquio, 1965).
Yoji Yamada va crear i va dirigir la reeixida sèrie Otoko wa tsurai yo (男はつらいよ, És difícil ser home), amb l'actor Kiyoshi Atsumi com Torajiro, de la qual es van realitzar 48 capítols (1969–1995). Entre les altres pel·lícules destaca per la seva popularitat, Shiawase no kiiroi hankachi (1977) (幸福の黄色いハンカチ, El mocador groc de la felicitat).
També en els anys 70, Kinji Fukasaku va dirigir Jingi Naki Tatakai (仁義なき戦い, Batalles sense honor ni humanitat, 1973), la primera de la sèrie de cinc pel·lícules sobre els Yakuza Així mateix, Shōgorō Nishimura va dirigir Dan Oniroku nawa geshō (団鬼六　縄化粧, Maquillatge de roba, 1978), una de les pel·lícules eròtiques més famoses de la productora Nikkatsu, amb Naomi Tani en el paper principal.
En la dècada següent, Akira Kurosawa va dirigir Kagemusha guanyadora el 1980 de la Palma d'Or del Festival Internacional de Cinema de Cannes. El mateix any, Seijun Suzuki va destacar amb Tsigoineruwaizen (ツィゴイネルワイゼン, Aires gitanos) que va rebre quatre premis de l'Acadèmia Japonesa. Per la seva banda, Shohei Imamura va guanyar el 1983 la Palma d'Or en Festival Internacional de Cinema de Cannes pel seu film La balada de Narayama (楢山節考, Narayama Bushikō, 1983). Més tard, el 1985, Kurosawa va realitzar una altra gran pel·lícula, Ran (乱), Caos); amb un pressupost de 12 milions de dòlars, va ser la guanyadora d'un Oscar al millor disseny de vestuari.

### L'anime

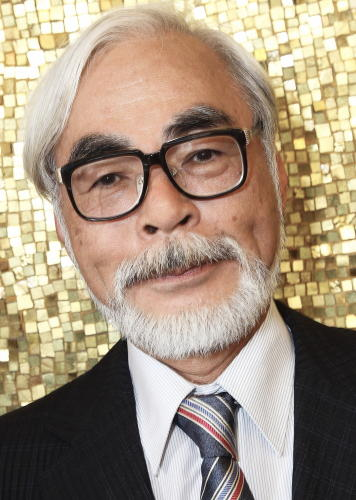
Hayao Miyazaki

Hayao Miyazaki va realitzar el 1984 la pel·lícula d'anime, Kaze no Tani no Naushika (風の谷のナウシカ, Nausicaä de la Vall del vent), una adaptació de la sèrie del mateix nom creada per ell. Després va realitzar dos èxits de taquilla internacional: Porco Rosso (1992) i La Princesa Mononoke (1997). El 2001 va dirigir El viatge de Chihiro, la que seria la pel·lícula més taquillera de la història del cinema japonès i guanyadora del premi Oscar a la Millor Pel·lícula d'Animació (2002) i del premi Os d'Or del Festival Internacional de Cinema de Berlín (compartit) entre d'altres.
En 1988 Katsuhiro Otomo va adaptar la seva sèrie de manga, Akira a la pantalla gran amb l'anime del mateix nom.
Van aparèixer altres directors d'anime, que portaren nous conceptes, no només com a pel·lícules, sinó també com a exemples d'art modern. Així, Mamoru Oshii amb la seva pel·lícula de ciència-ficció Ghost in the Shell (攻殻機動隊, Kōkaku Kidōtai, 1995), basada en un manga de Masamune Shirow de gran èxit internacional i de la qual el director en faria una seqüela, Ghost in the Shell 2: Innocence (攻殻機動隊 イノセンス, Kōkaku Kidōtai Inosensu, 2004).
Hideaki Anno va aconseguir un notable reconeixement després de la presentació de la seva reeixida i controvertida sèrie de 26 episodis, Neon Genesis Evangelion (新 世紀 エヴァンゲリオン, Shin Seiki Evangerion, 1995).
El director d'anime Satoshi Kon va realitzar bones pel·lícules com Millennium Actress (千年女優, Sennen Joyū, 2001), Tòquio Godfathers (東京ゴッドファーザーズ, Tōkyō Goddofāzāzu, 2003) i Paprika (パプリカ, Papurika, 2006).

## Des de 1990

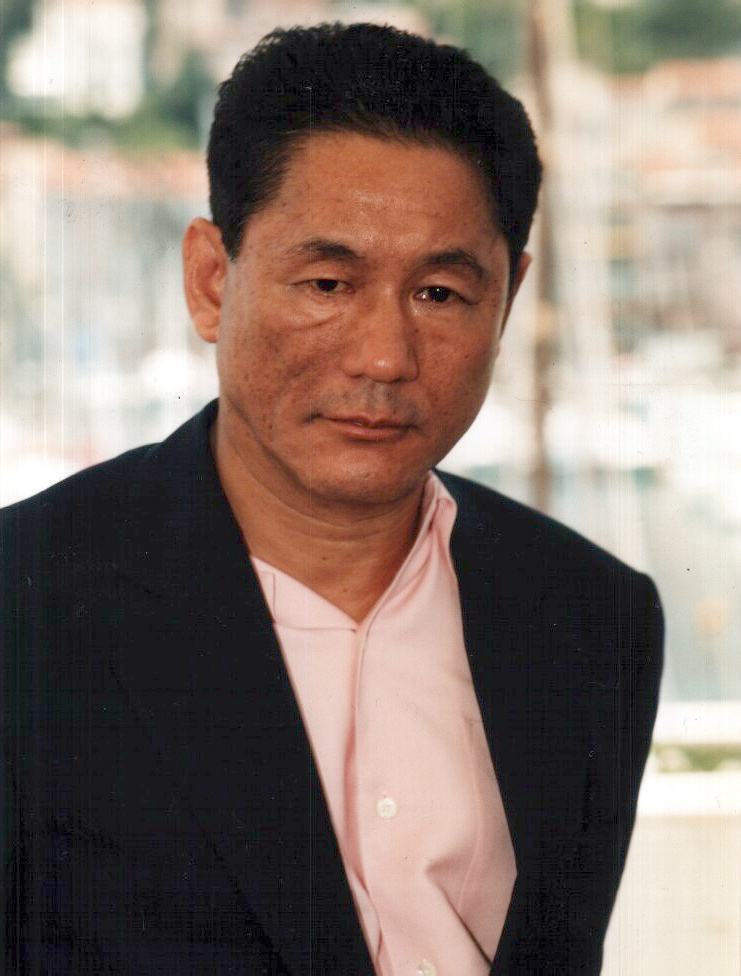
Takeshi Kitano

Després de realitzar pel·lícules de baix pressupost, Kiyoshi Kurosawa va orientar les seves creacions a altres gèneres que van guanyar prestigi internacional com, per exemple, Cure (キュア, Kyua, 1997). Shohei Imamura va guanyar un altre cop la Palma d'Or del Festival Internacional de Cinema de Canes (compartit), amb la seva pel·lícula Unagi (うなぎ, L'anguila, 1997).
Takeshi Kitano es consagrà com un cineasta important amb obres com Sonatine (ソナチネ, Sonachine, 1993), Kizzu ritân (キッズ・リターン El retorn dels nens, 1996) i HANA-BI (はなび, Flors de foc, 1997), aquesta darrera, guanyadora del premi Lleó d'Or en el Festival Internacional de Cinema de Venècia. Per la seva part, Takashi Miike realitzà una prolífica carrera, amb més de 50 pel·lícules en una dècada, entre les quals destaquen Chûgoku no chôjin (中国の鳥人, Persones ocell a la Xina) (1998), Audition (オーディション, Ōdishon, 1999) i Dead or Alive: Hanzaisha (犯罪者, Viu o mort: Hanzaisha, 1999).
Satoshi Kon va dirigir Pāfekuto Burū (パーフェクトブルー, Perfect Blue, 1997), un thriller psicològic, premiat en el Festival Internacional de Cinema do Porto, i el Fant-Àsia Film Festival del Canadà. Posteriorment Toshiki Satō, dirigiria el llargmetratge Perfect Blue: Yume Nara Samete (PERFECT BLUE 夢なら醒めて, 2002). Tots dos films estan basats en la novel·la de Yoshikazu Takeuchi del mateix nom.
La pel·lícula Battle Royale (バトル・ロワイアル, Batoru Rowaiaru, 2000) de Kinji Fukasaku va causar controvèrsia i va ser prohibida o censurada a diversos països, però va ser un èxit de taquilla al Japó i va adquirir també estatus de pel·lícula de culte en el Regne Unit. Una mica després, Takeshi Kitano va realitzar Dolls (ドールズ, Dōruzu, 2002) i el director que solia aparèixer com a actor en les seves pel·lícules, aquesta vegada no ho fa: i l'any següent dirigeix Zatōichi (座頭市, Zatōichi, 2003) ambdues escrites també per ell.
Alguns films japonesos de terror que cal destacar són: Ringu (リング, 1998) de Hideo Nakata, Kairo (回路, Pols, 2001) de Kiyoshi Kurosawa, Aigua fosca (仄暗い水の底から, Honogurai Mizu no soko kara, 2002) de Hideo Nakata, Yogen (予言, Premonition, 2004) de Norio Tsuruta, i la sèrie de 8 pel·lícules, Ju-on (呪怨, Juon) de Takashi Shimizu, realitzades des del 2000 fins al 2015 com a remake, que ha aconseguit un bon èxit de taquilla.
També cal destacar Godzilla: Final Wars (ゴジラ ファイナルウォーズ, Gojira: Fainaru Wōzu, 2004), realitzada per Ryuhei Kitamura per commemorar el 50è aniversari del mític monstre de ficció. Per altra banda, el veterà director Seijun Suzuki dirigí la seva 56ª pel·lícula Princess Raccoon (オペレッタ狸御殿, Operetta tanuki goten, 2005). Hirokazu Koreeda va dirigir Distance (ディスタンス, Disutansu, 2001) i Dare mo shiranai (誰も知らない, Ningú ho sap, 2005), guanyant aquesta última pel·lícula, nombrosos premis. Finalment, el multifacétic director Sion Sono va filmar Suicide Circle (自殺サークル, Jisatsu Sākuru, 2002), Strange Circus (気球クラブ、その後, Kimyô na sâkasu, 2005), Hazard (ハザード, 2005), Noriko's Dinner Table (紀子の食卓, Noriko no Shokutaku, 2005) i Exte (エクステ, Ekusute, 2007).

## Gèneres
Hi ha diversos gèneres destacats:
- Anime, terme amb què es coneix el cinema d'animació japonès.
- Jidaigeki, drames d'època ambientats generalment en el Període Edo (1603-1868). Dins d'aquest gènere, es troba el chambara (cinema d'acció amb samurais).
- J-Horror o cinema de terror. Predomina el terror psicològic i la tensió, amb la intervenció de fantasmes i poltergeists.
- Cinema de culte. Comprèn aquelles pel·lícules que atreuen a un petit grup de seguidors, com Battle Royale o Suïcide Club.
- Kaiju: Pel·lícules en les quals el protagonista és un monstre, com el popular Godzilla.
- Pink films o cinema pornogràfic. A diferència del cinema pornogràfic occidental, el cinema porno japonès en general inclou temes socials i és estèticament més cuidat.
- Yakuza Pel·lícules que tracten sobre la màfia japonesa.

## Festivals de cinema al Japó
- Kinema Junpō (キネマ旬報) des de 1925.
- Concurs de Cinema Mainichi (Mainichi Eiga Konkūru) (毎日映画コンクール) (Mainichi Film Concours) des de 1947.
- Burū Ribon Shō (ブルーリボン賞, Blue Ribbon Awards) des de 1951
- Hōchi Eiga Shō (報知映画賞) des de 1976 = Premi Hochi Film Award
- Premis de l'Acadèmia Japonesa (日本アカデミー賞 Nippon Akademī-shō) des de 1977.
- Yokohama eigasai (ヨコハマ映画祭, Yokohama Film Festival) des de 1980
- Tōkyōkokusaieigasai (東京国際映画祭, Tòquio International Film Festival) (TIFF) des de 1985
- The International Animation Festival Hiroshima des de 1985
- Yamagata International Documentary Film Festival des de 1989
- Tòquio International Lesbian & Gai Film Festival (Tòquio) des de 1992
- Tòquio Filmex des de 2000
- The Kansai International Film Festival (Osaka) des de 2007
- Nihon Eiga Hihyōka Taishō (日本映画批評家大賞) des de 1991